# Hermes Trismegistos

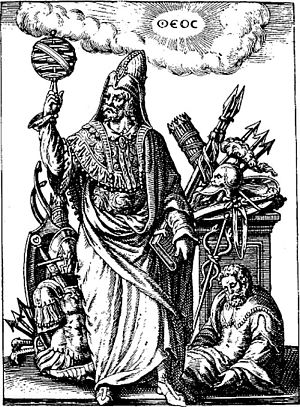
Wyobrażenie Mercuriusa Trismegistusa w XVII-wiecznym dziele Historia Deorum fatidicorum

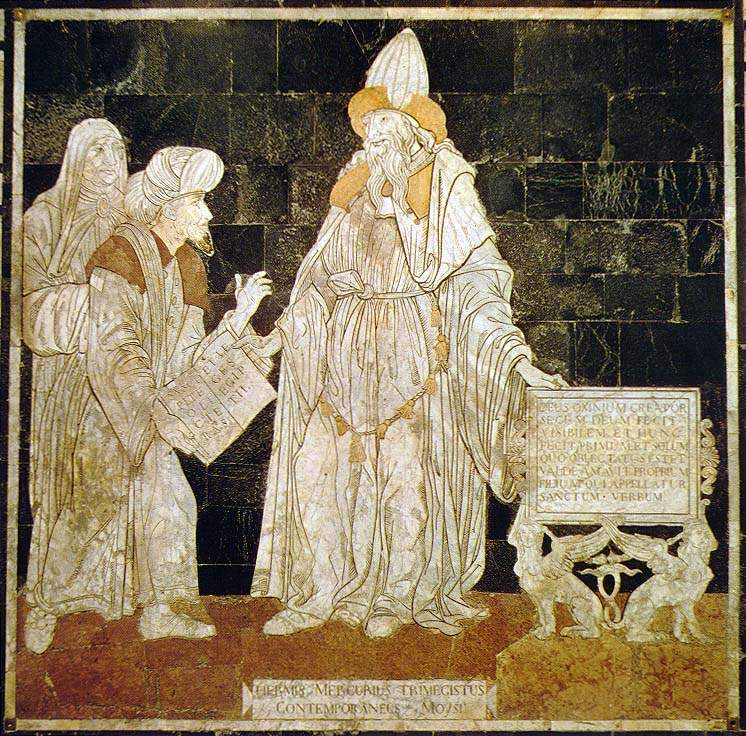
Hermes Trismegistos wobec mędrców Wschodu i Zachodu (mozaika posadzkowa katedry w Sienie z końca XV wieku)

Hermes Trismegistos, zlat. Hermes/Mercurius Trismegistus (stgr. Ἑρμῆς ὁ Τρισμέγιστος – Hermes Po Trzykroć Wielki, Trzykroć Największy, łac. Mercurius ter Maximus) – ubóstwiony mędrzec, synkretyczne bóstwo hellenistyczne powstałe z połączenia cech greckiego boga Hermesa i egipskiego Thota, inspirowane także mistycznymi prądami judaizmu i magią żydowską oraz prawdopodobnie wierzeniami perskimi; często identyfikowane również z biblijnym patriarchą Henochem oraz hellenistycznymi bóstwami Serapisem (Oserapisem) i Hermanubisem.

## Geneza zjawiska
Pierwowzór i podstawę starożytnej myśli gnostyckiej i ezoterycznej stanowiła doktryna kosmogoniczna powstała w epoce egipskiego Starego Państwa w górnoegipskim Hermopolis, będącym ważnym miejscem kultu Thota. Zgodnie z nią, byt pojmowany jako kosmiczna jedność, ulegał w kolejnych fazach przekształceniu od stanu nieświadomości (ciemności) do świadomości (jasności). Wierzono, że Thot jako bóg magii i pan mądrości całą tę wiedzę oraz magiczne słowa mocy zawarł w pismach stanowiących klucz do panowania nad rzeczywistością widzialną i niewidzialną. Mitycznych Ksiąg Thota poszukiwano także w czasach hellenistycznych, gdy egipscy Grecy utożsamiali już to bóstwo z Hermesem, a w epoce grecko-rzymskiej nacechowana mistycyzmem filozofia Egipcjan dała początek eklektycznej wiedzy tajemnej nazywanej hermetyzmem. Jej wytworem są pochodzące  z II i III wieku n.e., pisma pogańskich gnostyków z objawieniami przypisywanymi właśnie Hermesowi Trismegistosowi. 

## Charakter wierzeń
Wokół ubóstwionego mędrca na gruncie synkretyzmu filozoficzno-religijnego powstał kultowy system wierzeń pod nazwą hermetyzmu, łączący elementy greckiej filozofii z okultyzmem i astrologią. W jego ramach wykreowano odrębne koncepcje dotyczące powstania i struktury świata, a także roli i przeznaczenia człowieka. Zasadniczą tezą hermetyzmu jest jedność kosmosu o ściśle powiązanych i wzajemnie uzależnionych częściach, a rzeczywisty charakter tych związków można rozpoznać wyłącznie dzięki boskiemu objawieniu.
W wierzeniach Hermes Trismegistos reprezentuje boską triadę religii, nauki i sztuki, które tworzą w nim pełnię, stanowiąc jednocześnie symbol „tajemnej wiedzy” starożytności. Według mitycznych podań przypisuje mu się autorstwo 36529 ksiąg, zawierających całą wiedzę i mądrość świata starożytnego – przede wszystkim tzw. Tabula Smaragdina oraz traktatów Corpus Hermeticum, stanowiących inspirację dla alchemii, mających wpływ na filozofię różokrzyżowców oraz innych tradycji ezoterycznych, gnostyckich i kabalistycznych. Uznano za bezsporne, że ten zbiór rozpraw, obok teorii o widocznym pochodzeniu neoplatońskim, zawiera wiele treści powstałych pod wpływem myśli egipskiej, mającej podstawy w starych tekstach hieroglificznych. Pierwsze pisma hermetyczne pojawiły się w Egipcie ptolemejskim, a ich ogromny wpływ na ówczesną naukę potwierdził Strabon, według którego tebańscy kapłani (24 r. p.n.e.) przypisywali Trismegistosowi całą swą wiedzę w zakresie astrologii i astrologicznej medycyny, magii i alchemii, filozofii i teozofii, astronomii i psychologii.  

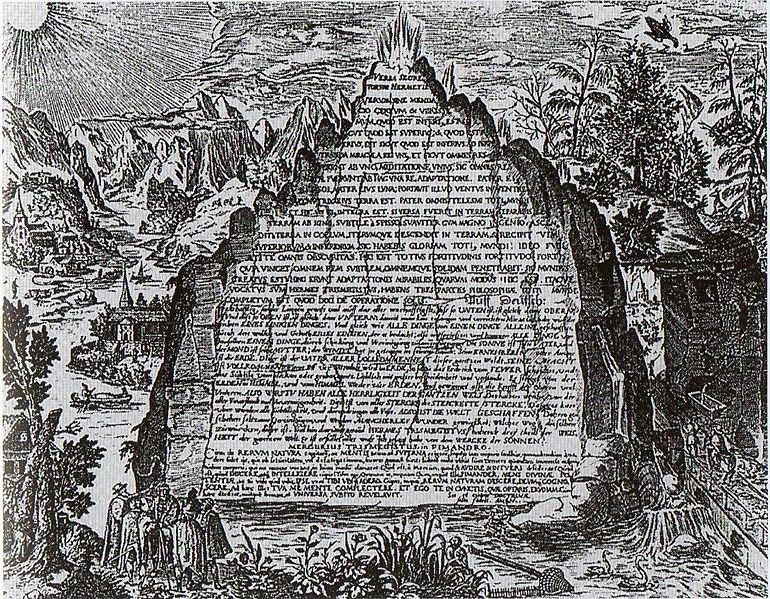
Tabula Smaragdina na XVII-wiecznej rycinie

Zgodnie z inskrypcją na tablicy szmaragdowej, miała być ona dziełem Hermesa Trismegistosa. Synkretyczne teorie hermetyczne zawarte są jednak również np. w poetyckiej treści epyllionu zatytułowanego Hermes, którego autorem był uczony aleksandryjczyk Eratostenes.
Zarówno Thot, jak i Hermes, jako bogowie pisma i mądrości tajemnej, pełnili funkcję psychopomposa, czyli przewodnika odprowadzającego duszę w zaświaty. Egipski Thot był bogiem mądrości, patronem astrologii i alchemii, lecz Hermes Trismegistos nie był tożsamy z greckim Hermesem; zarówno większość Greków, jak i Rzymian nie zastąpiła nigdy jednej postaci bóstwa drugą. Wiara we wszechmoc Trismegistosa przejawiała się nawet w kierowanych do niego prostych zaklęciach, np. o schwytanie złodzieja, stanowiąc zarazem świadectwo ówczesnej teokrazji (zmieszania bóstw). Obecna jest w papirusach magicznych i w rytualnych tabliczkach z defiksjami, gdzie wymieniany jest jako kosmokrator megas lub panton magon archigetes.

## W historycznej spuściźnie
W późniejszym czasie Hermes Trismegistos występuje jako postać przewodnia w wierzeniach pewnych kręgów ezoterycznych oraz gnostyckich sekt ofitów (nasseńczyków), sabejczyków i u setian w ich tekstach z tzw. Biblioteki z Nadż Hammadi.
W tarocie Trismegistos jest utożsamiany z kartą Maga i oznacza aktywność, intelekt, poznawanie świata, panowanie nad sobą i nad światem, silną wolę. Jest symbolem absolutnej jedności mistyki, nauki i sztuki.